# Barguna
Barguna (engelska: Barguna District) är ett distrikt i Bangladesh.   Det ligger i provinsen Barisal, i den södra delen av landet, 180 kilometer söder om huvudstaden Dhaka. Antalet invånare är 892 781. Arean är 1 939 kvadratkilometer.
Terrängen i Barguna är mycket platt.
Trakten runt Barguna består till största delen av jordbruksmark. Runt Barguna är det tätbefolkat, med 319 invånare per kvadratkilometer.